# Macizo Norpatagónico
El Macizo Norpatagónico o Macizo de Somún Cura es un macizo en el norte de la Patagonia situado en las provincias argentinas de Río Negro y Chubut. El macizo es una meseta rodeada de cuencas sedimentarias. El Macizo Norpatagónico tiene una superficie aproximada de 100 000 kilómetros cuadrados (38 610 mi²) . Se eleva de 500 a 700 metros (1640,4 a 2296,6 pies) sobre la topografía circundante alcanzando un máximo de 1200 metros (3937,0 pies) sobre el nivel del mar. En comparación con las áreas vecinas, el Macizo Norpatagónico tiene una corteza continental más gruesa.

## Estratigrafía
El macizo consta de un zócalo formado por rocas Cámbrico-Ordovícicas, superpuesto por la formación del Silúrico Medio Sierra Grande. La sección del Paleozoico temprano está cubierta por complejos ígneos y metamórficos; los complejos plutónicos Pérmicos Pailemán y Navarrete, y el complejo volcánico Marifil del Jurásico Temprano a Medio que se superpone de manera disconforme. El complejo Marifil está separado de la secuencia Paleozoica por los Diques Enjambre, que datan del Triásico Superior con edades que varían entre 221 ± 12 y 207 ± 11 Ma.
La cubierta cenozoica del cinturón occidental del macizo comprende las formaciones Ventana y Ñirihuau del Eoceno al Oligoceno en el norte y la formación Ñorquincó del Mioceno Medio a Tardío en el sur. El cinturón oriental del Macizo Norpatagónico contiene la formación Collón Cura del Mioceno (Colloncurense), la formación La Pava del Mioceno, y la formación Chimehuín del Mioceno en la parte norte del cinturón oriental.